# Staré Místo
Staré Místo é uma comuna checa localizada na região de Hradec Králové, distrito de Jičín‎.